# دانمارک در المپیک تابستانی ۱۹۵۶
دانمارک در بازی‌های المپیک تابستانی ۱۹۵۶ که در شهر ملبورن برگزار شد، کاروان دانمارک با ۳۱ ورزشکار در این رقابت‌ها شرکت کرد و موفق به کسب ۴ مدال (۱ طلا، ۲ نقره، ۱ برنز) شد. در جدول رتبه‌بندی توزیع مدال‌ها، دانمارک در ردهٔ ۲۰ مسابقات قرار گرفت.